# Канхваман
Канхваман (Чемулпхо) е голям морски залив в източната част на Жълто море, край северозападните брегове на Южна Корея и югозападните брегове на Северна Корея, край западния бряг на Корейския полуостров. Вдава се на изток в сушата на 85 km, а ширината на входа между носовете Тинсангот на север и Мохани на юг е 122 km. Дълбочината му е до 54 m. По крайбрежието са разположени множество по-малки заливи (Хеджуман, Асанман) и острови (Кьодондо, Сонмодо, Йонджондо, Тебудо, Йохъндо, Токчокто). В него се вливат две по-големи реки: Йесонган и Хан и някои по-малки. Приливите са полуденонощни с височина до 10 m. Бреговете му са гъсто заселени, като най-големите градове и пристанища са Инчхон (в Южна Корея) и Хеджу (в Северна Корея).